# Castello di Duino
Il castello di Duino si trova nel comune di Duino-Aurisina, in provincia di Trieste.
È di proprietà da oltre 420 anni della famiglia Della Torre, ramo Della Torre di Valsassina (von Thurn-Hofer und Valsassina) prima e dei duchi Della Torre e Tasso (Thurn und Taxis) poi, i quali posseggono i titoli di Principe del Sacro Romano Impero e Duca di Castel Duino, quest'ultimo concesso dal Re Vittorio Emanuele III. Dal 2003 il castello - insieme al suo parco - è aperto al pubblico.
Dal maniero si gode un vasto panorama sulle ripide pareti rocciose a strapiombo sul mare. Nel parco si trova un bunker utilizzato durante la seconda guerra mondiale.
La storia del casato Thurn und Taxis è legata alla gestione dei servizi postali, in quanto i suoi membri esercitarono questa attività in diversi Stati europei, tra cui Italia, Austria, Germania, Ungheria e Paesi Bassi, dal 1400 in poi, per più di 350 anni.

## Storia
Il castello è stato costruito sulle rovine di un avamposto romano e ingloba una torre del XVI secolo.

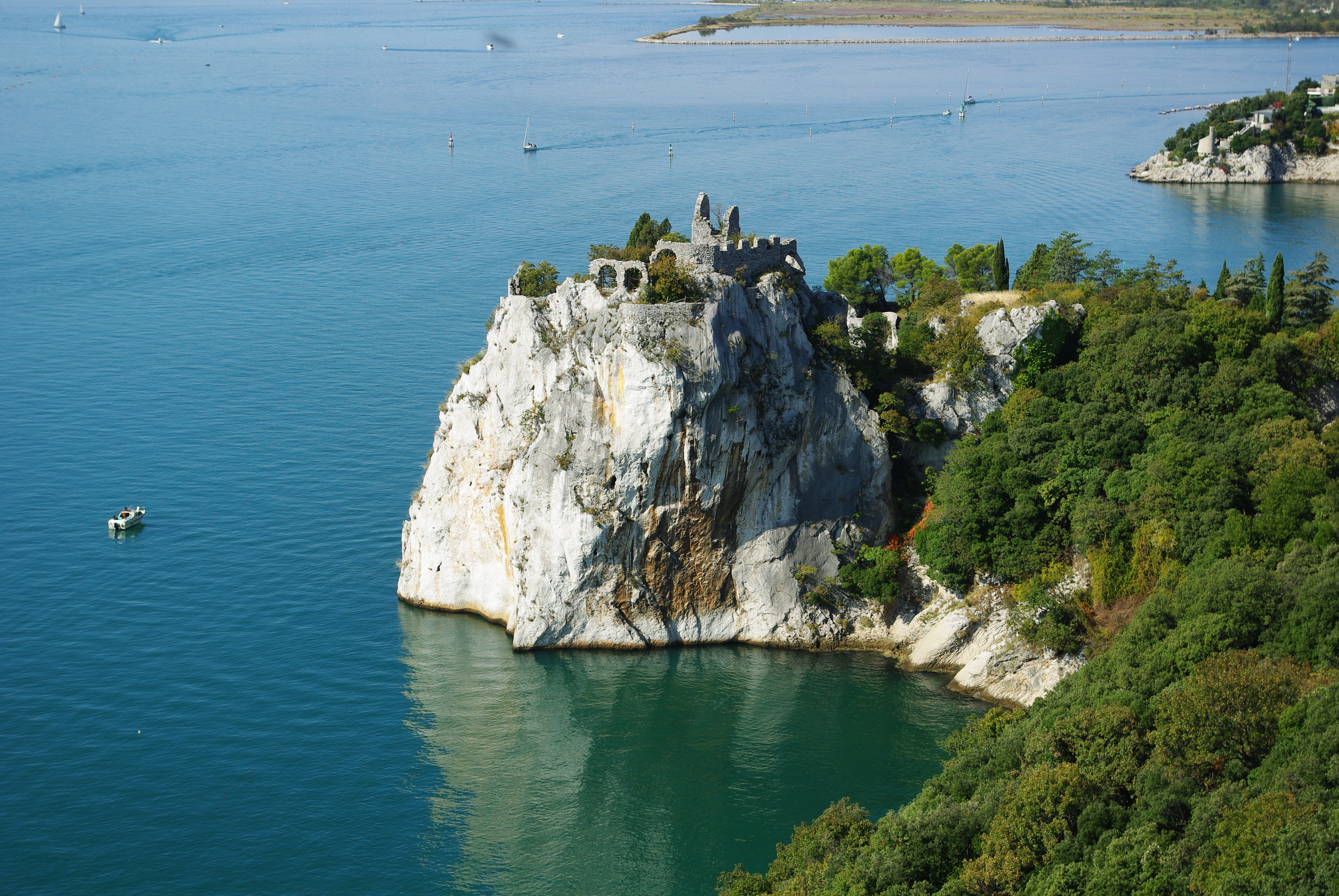
I resti del vecchio castello, a cui è legata la leggenda della dama bianca

La sua edificazione fu voluta nel 1389 da Ugone di Duino, capitano di Trieste, in sostituzione del Castelvecchio risalente al X secolo, di cui sono ancora visibili le rovine su uno sperone roccioso a picco sul mare.

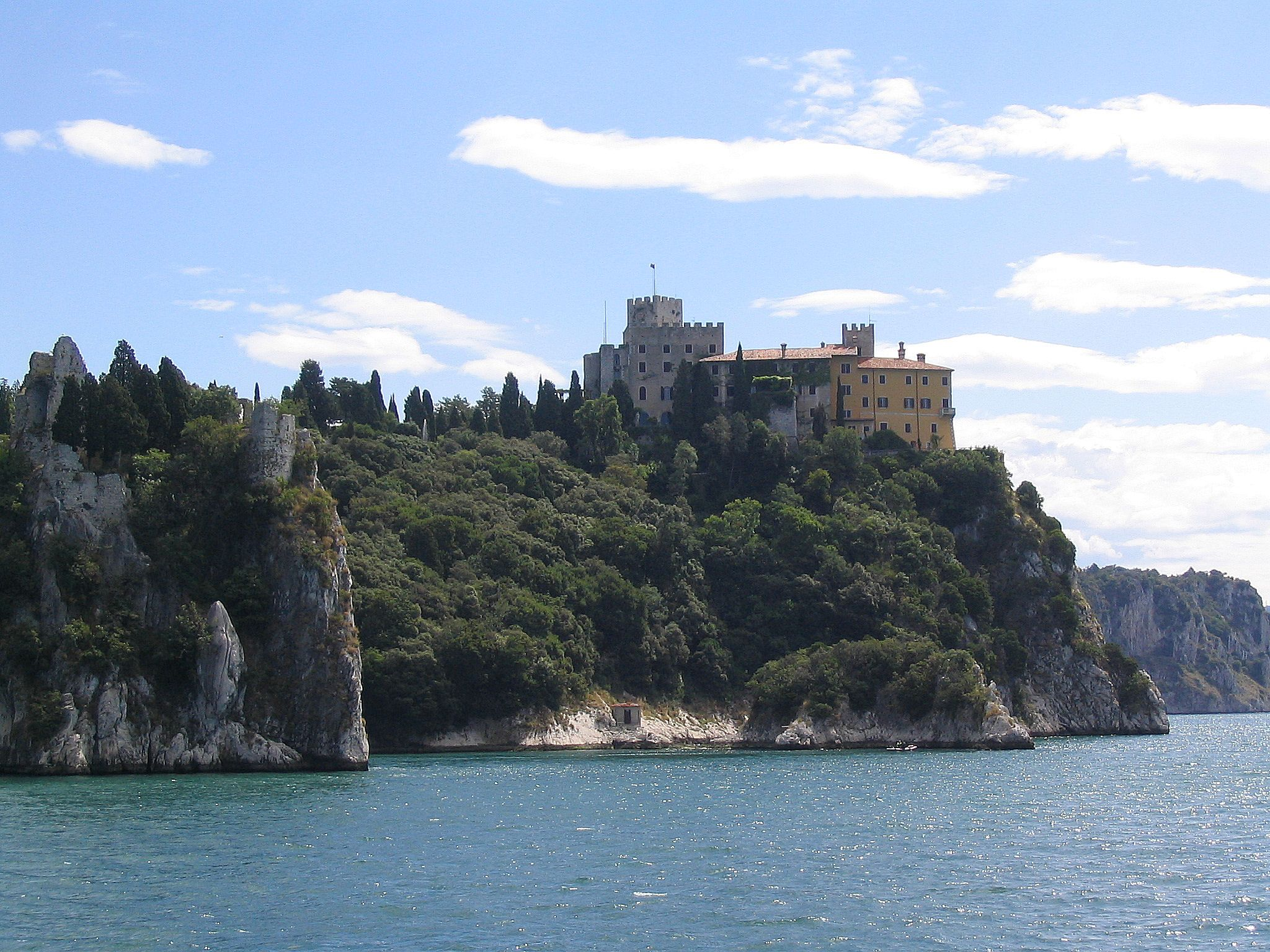
Il castello di Duino

Lo stemma dei Thurn und Taxis

Alla morte di Ugone, la rocca fu ereditata da Ramberto di Walsee, fratello della prima moglie, che ne curò l'ultimazione nei primi decenni del Quattrocento.

Nel 1472 la signoria di Duino, e quindi il suo Castello, passò dai Walsee all’imperatore Federico III d'Asburgo, che vi insediò come proprio Hauptmann und Rentmeister zu Tybein und am Karst (Capitano ed Amministratore a Duino e sul Carso) Niklas Lueger, già Capitano coi Walsee nel 1452, cui seguirono Jurgen von Ellach (Ellacher) e Kaspar Rauber, protagonisti della resistenza di Trieste al feroce assedio veneziano del 1463.

I Capitani imperiali incrementarono le fortificazioni del castello, sia contro la nuova minaccia turca sia contro quella perenne di Venezia e le ostilità di nobili ribelli, come Erasmus Lueger, il castellano di Predjama che nel 1485 assaltò Trieste con duemila cavalieri ungheresi respinti ed inseguiti attraverso il Carso dalle forze di Kaspar Rauber, divenuto Capitano imperiale della città.

Nel 1514 Johann Hofer, compagno d’armi di Massimiliano I d'Asburgo, ricevette dalla Camera imperiale il Capitanato di Duino in pegno di diritto ereditario per aver finanziato nuove fortificazioni del castello di Trieste.

Nel 1522 la Signoria di Duino passò al Ducato di Carniola.

Estintasi nel 1587 la famiglia Hofer von Hoenfels con la morte dell'ultimo discendente, Matthaeus, il castello rimase a sua volta alle uniche due figlie, Ludovika e Maria Clara Orsa.
Entrambe furono spose, una dopo la morte dell'altra, del conte Raimondo della Torre di Valsassina, che assunse anche il cognome Hofer, adattato poi in lingua tedesca a von Thurn-Hofer und Valsassina.
Il castello restò così ininterrottamente ai von Thurn-Hofer und Valsassina per oltre 250 anni.

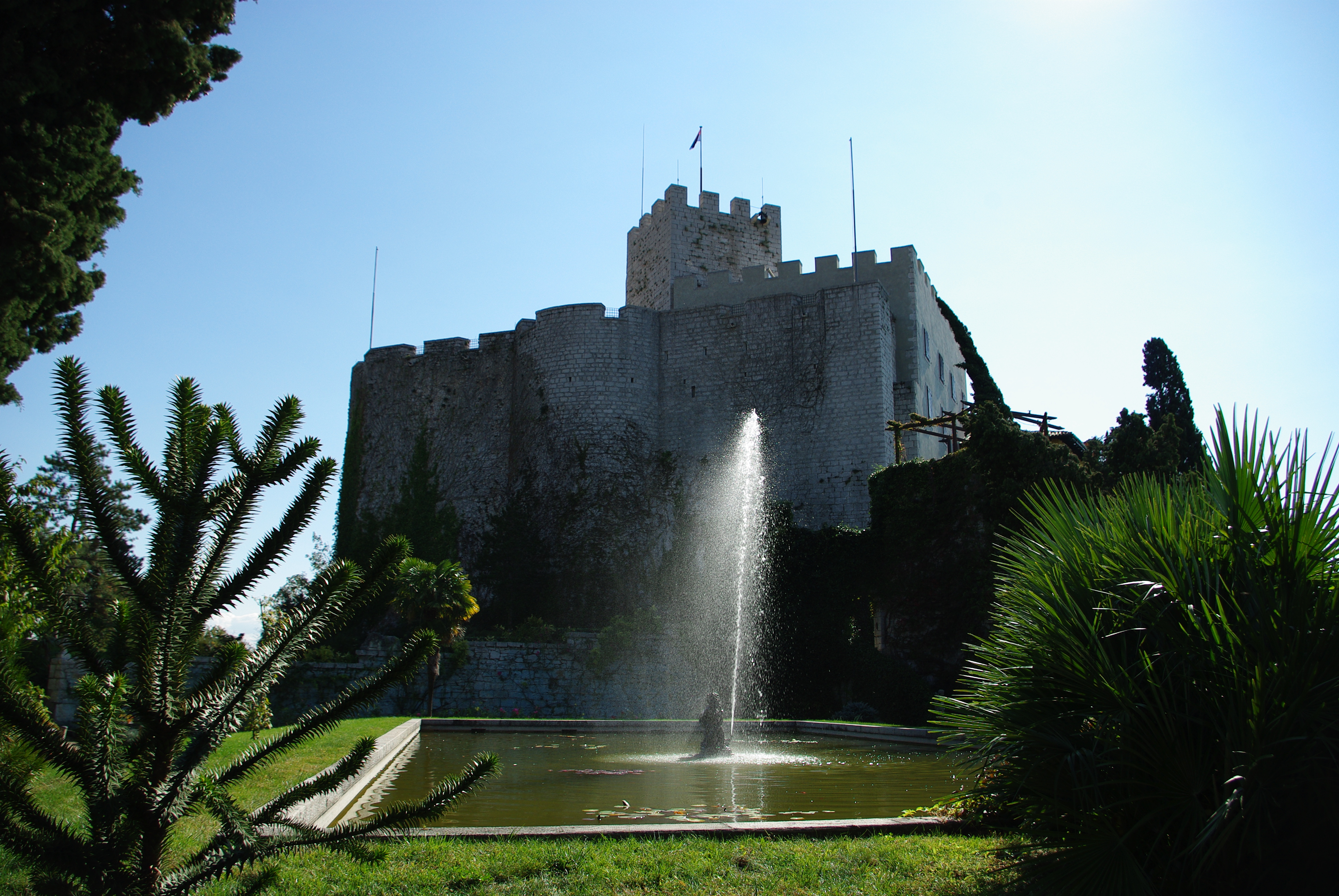
Parco del castello

Nel 1849 la contessa Theresa von Thurn-Hofer und Valsassina, ultima discendente diretta dei Della Torre di Valsassina ed erede del castello duinese, sposò il principe Egon zu Hohenlohe-Waldenburg-Schilligsfürst, dal quale ebbe sei figli.
La quarta figlia, Maria, convolò a nozze, a sua volta, nel 1875 a Venezia, con il principe Alessandro di Thurn und Taxis, pronipote dei Della Torre e figlio di Ugo Massimiliano del ramo boemo, portando in dote il castello.
Dalla coppia nacque nel 1881 Alessandro, che subentrò nella proprietà del maniero, che perdura fino ad oggi; creato primo duca di Castel Duino dal re d'Italia Vittorio Emanuele III di Savoia, ottenne la naturalizzazione italiana nel 1923 assumendo per sé e per i suoi discendenti il cognome di Della Torre e Tasso.
In questo castello lo scrittore e poeta Rainer Maria Rilke ideò e iniziò nel 1912 la composizione delle Elegie duinesi mentre era in visita alla principessa Maria della Torre e Tasso (nata Hohenlohe). Rilke successivamente dedicò la sua opera alla nobildonna, che fu una dei suoi maggiori sostenitori.
Nel 1945 venne emesso un francobollo dalle autorità jugoslave del valore di due lire triestine utilizzabile nell'intera Istria e nel litorale sloveno. Rimase in circolazione fino all'annessione definitiva dei territori occupati dall'esercito jugoslavo.
A ricordo della sua permanenza nel castello è stata intitolata al poeta praghese anche una passeggiata panoramica — il sentiero Rilke — lunga circa 2 chilometri. Inaugurato dopo i lavori di restauro nel 1987, il sentiero sale alto sul costone roccioso tra Duino e la baia di Sistiana, con splendidi scorci sulla Riserva naturale delle Falesie.
Al castello è legata, inoltre, la leggenda della Dama bianca, la moglie di uno dei signori del maniero, da questi gettata nel mare e quindi trasformata nella roccia visibile oggi nella baia, di fronte alla costa.
Nel 2008 e 2009 il castello di Duino è stato la sede del Premio "Città di Trieste", Alabarda d'oro.

## Voci correlate

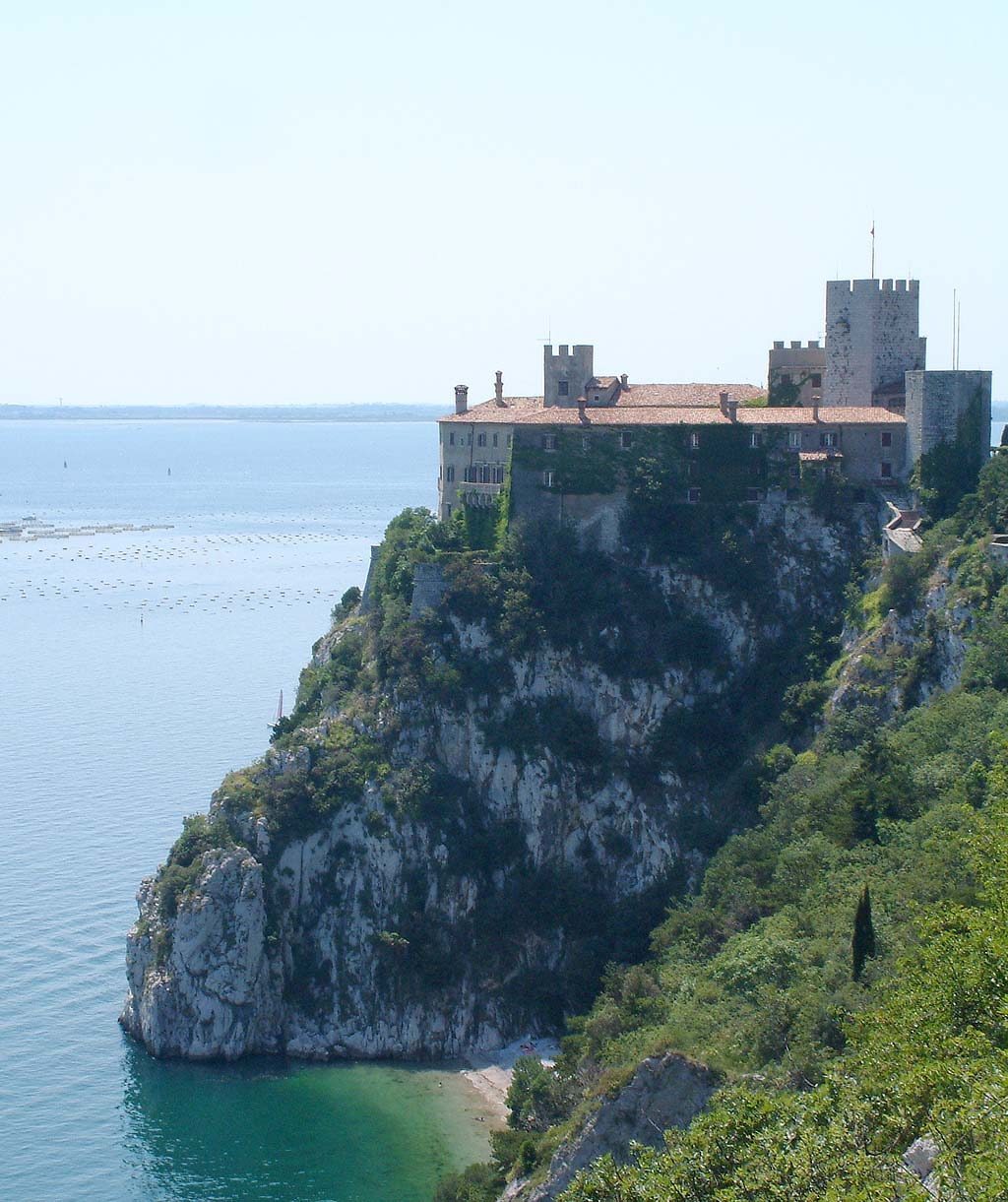
Il castello fotografato dal sentiero Rilke
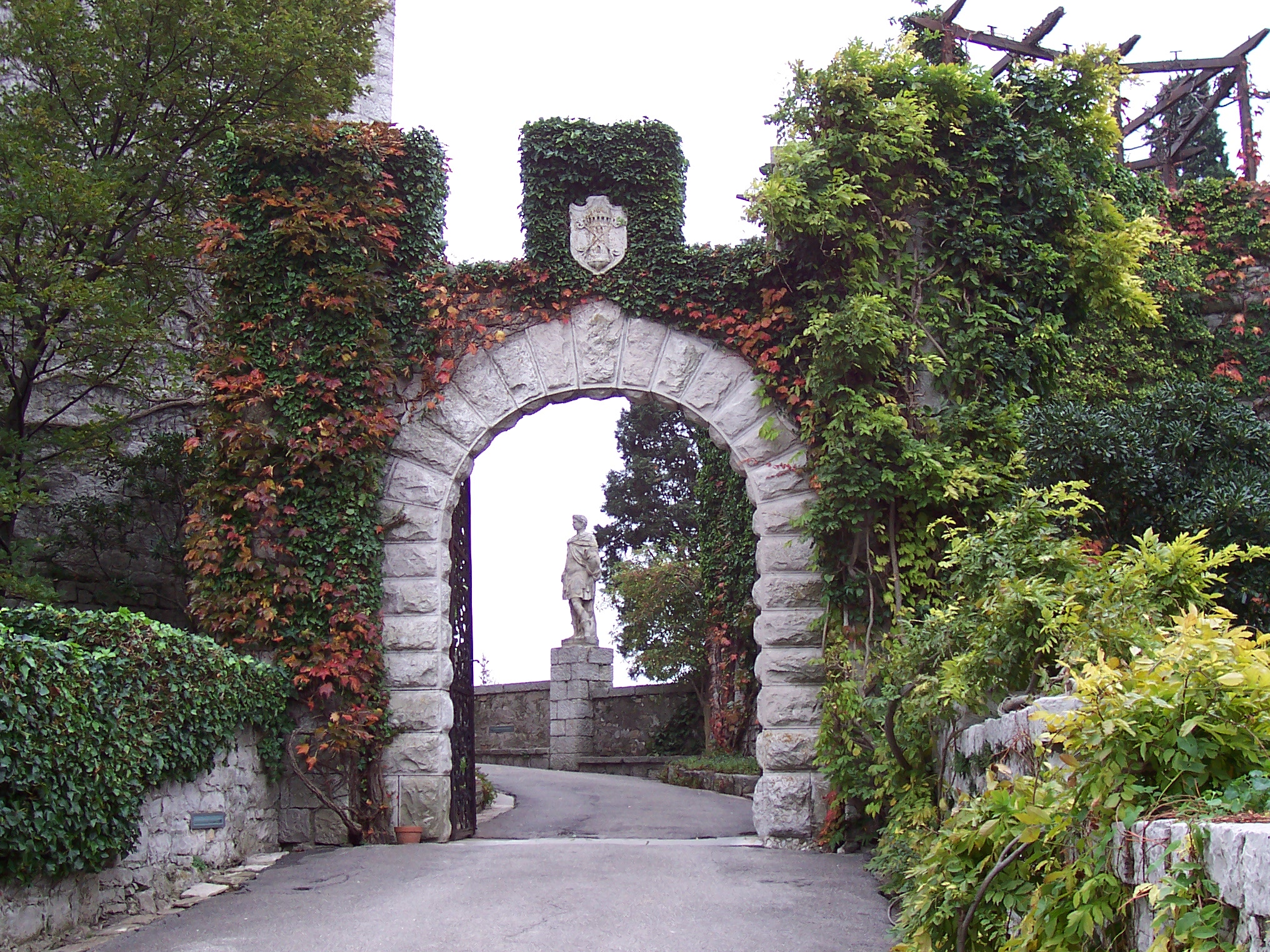
L'ingresso al parco del castello di Duino
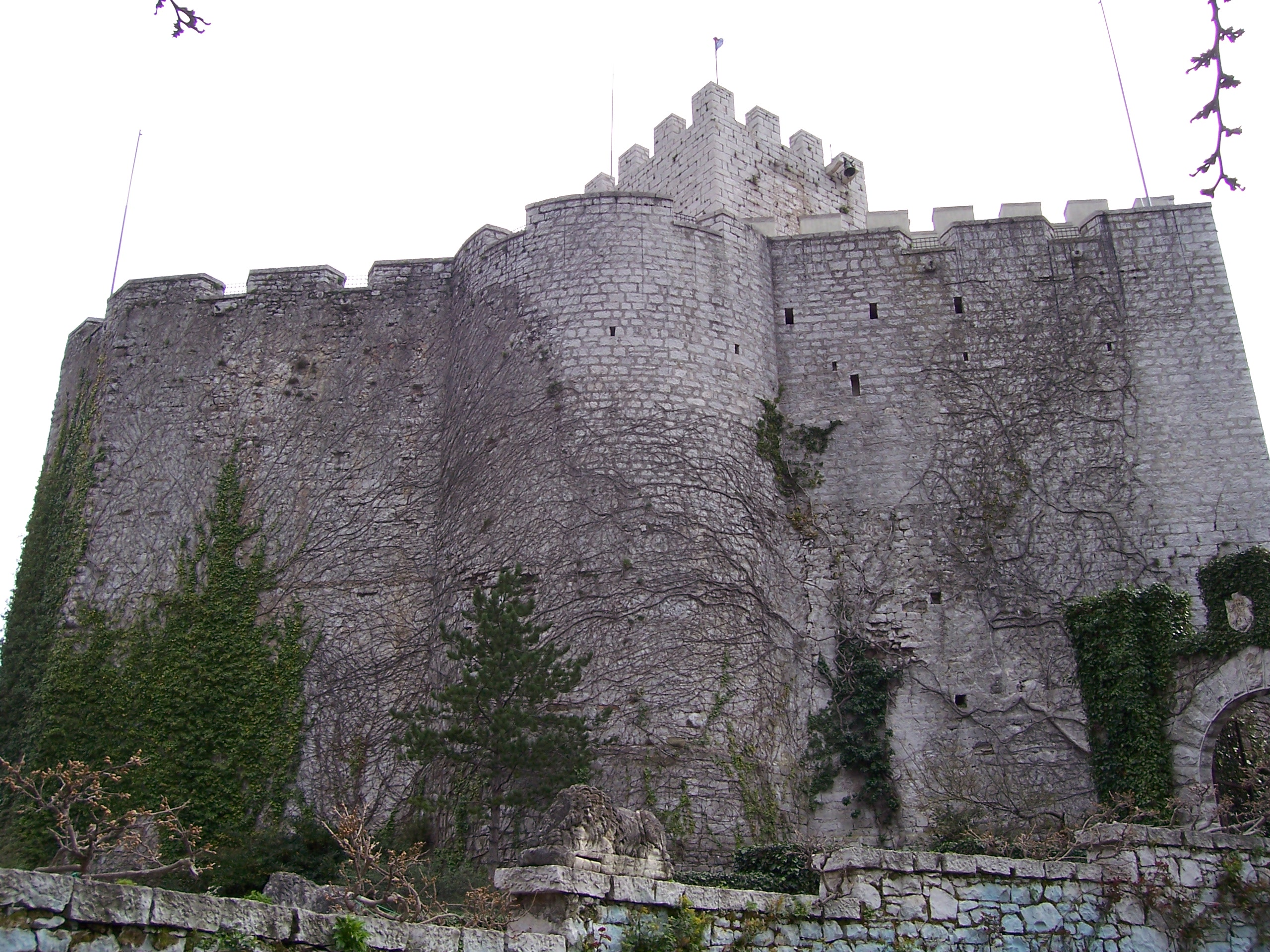
La facciata del castello verso il parco
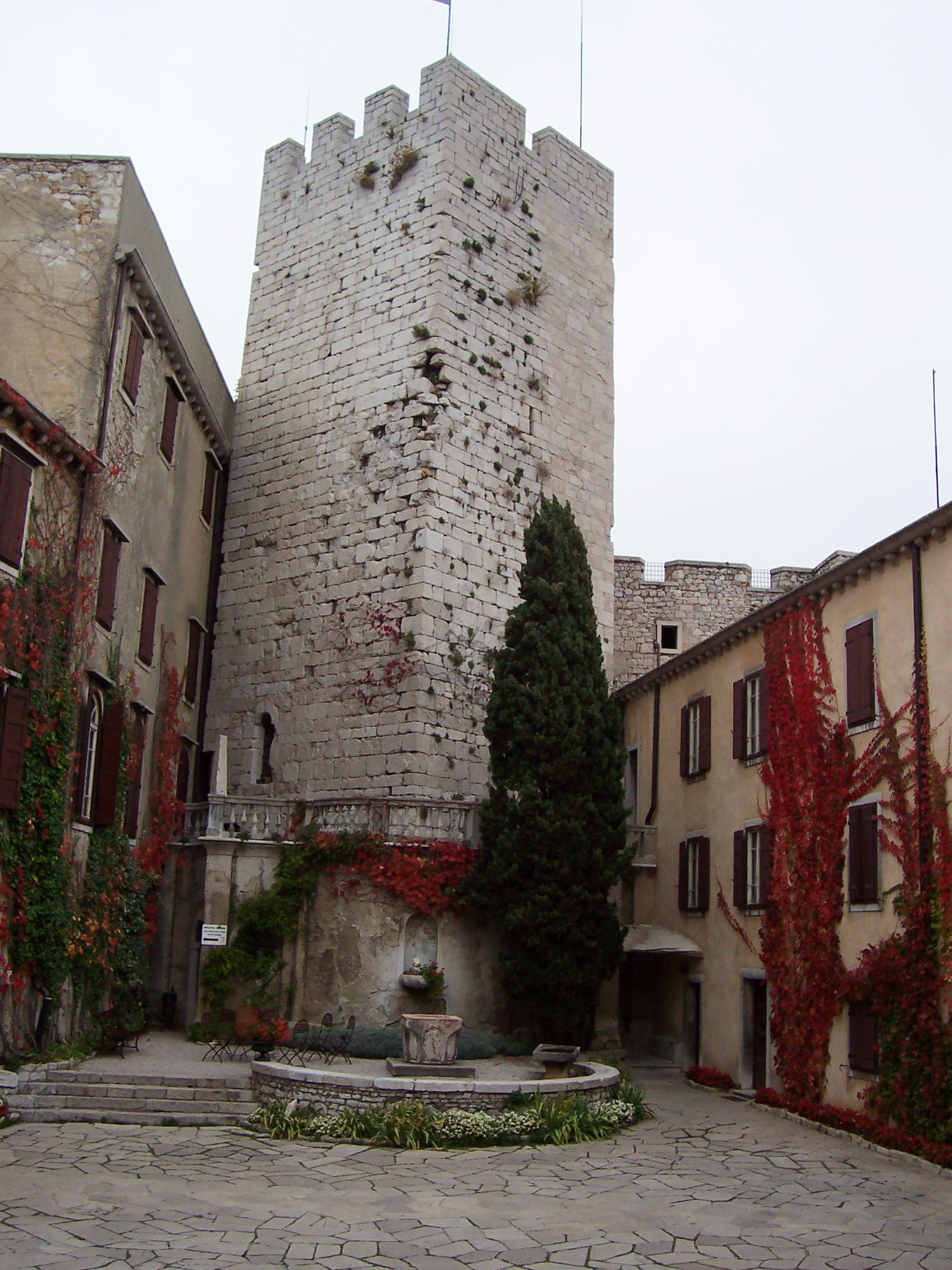
La torre cinquecentesca vista dal cortile interno